# Billog
A billog jelenti egyrészt azt a pecsétet, amit bíró a megidézettnek küldött el. A pecsétvivő szóban közölte vele, hogy hol, mikor és milyen ügyben kell megjelennie a bíróság előtt. Másrészt jószágjegy, melyet a állatok, főleg szarvasmarha, lovak, szamarak vagy juhok bőrébe égettek.

## Idézőpecsétként
A billog érc idézőpecsét volt. A feltételezések szerint Szent István korára megy vissza. Szent László és Kálmán király törvényei már mint mindenki számára ismert dologról beszélnek az idézőpecsétekről. A 11. században olyan pecsét, mellyel a király, az érsek, a püspök, a nádor, a királybíró, a herceg ispánja vagy valamilyen testület, például a prékók (a királyi hírmondók) ispánja hívta perbe a vádlottakat és a tanúkat. A billog felmutatójának, a poroszlónak (pristaldus) szóbeli parancsára a megidézett köteles volt megjelenni a bíró előtt. A billog egyben a poroszló igazolására is szolgált. Ez kis fülekkel volt ellátva, melyen zsinórt húzhattak át és a nyakba akaszthatták. A billogra valamilyen hitelesítő jelképet, a heraldika korától pedig címert és feliratot helyeztek. A fontosabb mindig a címer volt, mert azt az írástudatlanok is ismerhették. A legkorábbi ismert idézőpecsét I. Endre király bronzbilloga. A 13. század közepéről maradt fenn Trisztán ispán bikafejes címeres idézőbilloga melyen a Comes Tristanus me misit… (Trisztán ispán küldött engem…) felirat is olvasható.
Az ispán állandó helyettese az igazságszolgáltatásban a királybíró (iudex regius), a helyszínre kiküldött "missus" pedig az ispán ércpecsétjével ellátott billogos volt. A poroszlók nemcsak az idézést kézbesítették, hanem hatósági tanúk is voltak vagyoni és más hivatalos ügyekben. A 12. század végén a poroszlókba vetett bizalom kezdett meginogni és az emberek egyre gyakrabban szereztek közhitelű oklevelet az egyházi káptalanoktól és konventektől. A 13. század elején így jöttek létre a káptalani vagy konventi hiteleshelyek.
III. Béla király 1181-ben felállította a kancelláriát. Ettől kezdve nem az idézőpecséttel, hanem a viaszba nyomott pecséttel itelesített oklevéllel idézték meg a peres feleket. A pecséttel történő idézést a 13. századtól fokozatosan felváltotta az írásos idézés, az idézőpecsétet azonban még sokáig használták. 1552-ben az egyik vármegye szolgabírája tartóztatott le egy szénégetőt és a gyanúsítottnak az alispán pecsétjét mutatta fel, mert a megyének ekkor még nem volt saját pecsétje.
Megtörtént, hogy a címzett nem akarta átvenni a szóbeli vagy írásos idézést. Ilyenkor a pecsét felmutatása döntő érvnek számított és a levél vagy üzenet visszautasítása nyílt ellenszegülésnek, a hivatalos szerv megsértésének számított. Ilyen felségjelvény volt a régi angol rendőrök koronás botja (vagy a heroldok fehér pálcája) is. 1496-ban Ulászló király vonakodott átvenni egy pápai bullát, melyet valószínűleg Bartolomeo de Miranda, pápai követ kézbesített. Ezért a követ kénytelen volt ezüstpálcáját felmutatni.
„Testekre belegért az Bachus tzimerét, tudni illic borostián leuelet seutnénec” [Károlyi Gáspár: Biblia. Vizsoly 1590. II. 269.]

„A kurvákra seuteo vassal béllyegec seuttettenec” [Amos Comenius: Janua linguae Latinae reserata aurea, in hung. lingvam translata per Stephanum Beniamin Szilágyi. Kolozsvár 1673. 138. (I. kiadás 1643)] (M. nyelvtört. I. 209.)